# نشانگان ترک بنزودیازپین
نشانگان ترک بنزودیازپین، به مجموعه علایم و نشانه‌هایی گفته می‌شود که به دنبال قطع یا کاهش مصرف بنزودیازپینها ایجاد می‌شود. این علایم شامل اختلالات خواب، تحریک‌پذیری، تعریق، اضطراب و حمله‌های پانیک، لرزش دست، اختلال در تمرکز، تپش قلب، تهوع، توهم، تشنج، جنون  خودکشی و چندین علامت دیگر می‌باشد.